# 蓝耳拟啄木鸟
，是䴕形目拟啄木鸟科的一种鸟类。

## 特征
蓝耳拟啄木鸟体重约33.3克，翼长约75.4毫米，嘴峰长约18毫米，喙宽度约7.7毫米，喙厚度约8.4毫米，跗蹠长约17.8毫米，尾长约38.6毫米。蓝耳拟啄木鸟在其分布区内为留鸟，其栖息在密集的高大树木组成的森林中，食性为草食性，主要食物来源是水果。

## 亚种
- ：分布于尼泊尔东南部至孟加拉国、印度东北部、中国南部、缅甸和马来半岛。
- ：分布于泰国东部、柬埔寨、老挝和越南。
- ：分布于缅甸南部、泰国南部及西南部。

- ：分布于泰马半岛南部、苏门答腊岛、邦加岛和婆罗洲岛。
- ：分布于苏门答腊岛附近的尼亚斯岛。
- ：分布于苏门答腊岛附近的巴图群岛。[4]